# Маметова Маншук Жієнгаліївна
Маме́това Маншу́к (Мансія́) Жієнгаліївна (каз. Мәншүк Жиенғалиқызы Мәметова; 23 жовтня 1922, аул Жиєккум, Киргизька АСРР — 15 жовтня 1943, під Невелем) — кулеметниця 100-ї окремої стрілецької бригади Калінінського фронту, гвардії старший сержант. Перша казахська жінка, якій присвоєно звання Героя Радянського Союзу.

## Біографія
Народилась 23 жовтня 1922 року в аулі Жиєккум Урдинського району Уральської області, нині Республіки Казахстан. Казашка, з роду шеркеш. Батьки Маншук рано померли, і п'ятирічну дівчинку удочерила її тітка Аміна Маметова. Дитячі роки Маншук пройшли в Алмати. Справжнім іменем Маншук було Мансія, і в дитинстві Аміна апай називала її «Моншағым», але так як Маншук у ранньому віці не могла вимовити слово «Моншақ» і у неї виходило лише «Манчук». З тих пір вона стала підписувати листи Манчук.
До війни закінчила робфак, два курси медичного інституту. Працювала в апараті Раднаркому Казахської РСР, секретарем заступника Голови Раднаркому.
У лавах Червоної армії з вересня 1942 року, писар штабу 100-ї Казахської окремої стрілецької бригади (8 грудня 1943 року перетворена в 1-у стрілецьку дивізію. Згодом дивізія нагороджена орденом Червоного Прапора, їй присвоєна почесна назва «Брестська»), потім медсестра. На фронті закінчила курси кулеметників та призначена першим номером кулеметного розрахунку в стройову частину.
15 жовтня 1943 року в тяжких боях за звільнення міста Невеля (Невельська операція) при обороні висоти, залишилась одна з кулеметного розрахунку, будучи тяжко пораненою осколком в голову, знищила 70 солдатів противника та загинула смертю хоробрих.
Похована в Невелі.
Звання Героя Радянського Союзу гвардії старшому сержанту Маметовій Маншук Жієнгаліївні присвоєно посмертно указом Президіуму Верховної Ради СРСР від 1 березня 1944 року.

## Пам'ять
- У 1969 році режисером М. С. Бегаліним за сценарієм А. С. Михалкова-Кончаловського знято фільм «Песнь о Маншук». В ролі Маншук знімалась Н. У. Аринбасарова.
- У місті Шимкент на честь Маншук Маметової названо школу № 35, а в Алмати — технічний ліцей № 28.
- В Алмати іменем Маншук Маметової названо одну з центральних вулиць, а в Центральному сквері встановлено парний бронзовий пам'ятник казашкам — героїням війни — Маншук Маметовій та Аліє Молдагуловій.
- В основному гребені Мало-Алматинського відрогу на південь від Алмати знаходиться вершина імені Маншук Маметової.
- В Невелі з 1978 року встановлено пам'ятник М. Маметовій та її іменем названа вулиця. 1 травня 2010 року пам'ятник оновлено[3].
- В Уральську (Казахстан) встановлений пам'ятник М. Маметовій на площі, що названа її ж іменем.
- В Уральську (Казахстан) розташований дім-музей М. Маметової по вул. Сарайшық, б. 51 (Державна установа «Меморіальний музей імені М. Маметової»)[4]. На основі музею в Уральську в 2010 році відкрито музей Маншук в Актобе[5].
- Єдина в Астані швейна фабрика носить ім'я легендарної кулеметниці Маншук Маметової.

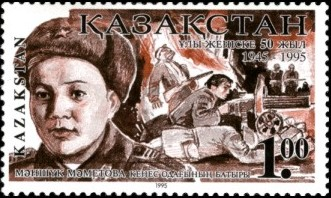
Поштова марка Казахстану.